# Petrophila jaliscalis
Petrophila jaliscalis là một loài bướm đêm trong họ Crambidae.